# Relais & Châteaux
Relais & Châteaux est une association régie par la loi de 1901 de droit français, d’hôtels et de restaurants de luxe indépendants. Elle regroupe 560 membres situés dans 70 pays en 2019, sur les cinq continents.

## Histoire
Relais & Châteaux a vu le jour en 1954. À l’époque, huit hôtels installés sur la route nationale 7 entre Paris et Nice se sont regroupés pour fonder les « Relais de Campagne ». Ils partageaient les mêmes valeurs, et se sont fait connaître à travers une même publicité qui avait pour slogan « la Route du Bonheur ».
Le nom Relais & Châteaux fait son apparition en 1975 sous la présidence de Joseph Olivereau.
- 1954 : création des premiers « Relais de campagne » par Marcel Tilloy et Nelly Tilloy avec sept autres restaurateurs disséminés sur la célèbre RN7, chantée par Charles Trenet : les 8 établissements fondateurs sont : l'Auberge des Templiers, l’Hôtellerie du moulin des Ruats (Avallon), l’Hostellerie du Chapeau Rouge (Dijon), l’Hôtellerie La Roseraie, l'Hôtel de Baix - Hôtellerie La Cardinale, la Petite auberge, le Château de Meyrargues, l’Hostellerie du Monastère royal de l’Abbaye de La Celle.

Par la création de cette association, les établissements cités ci-dessus, s'engagent à offrir un service d'excellence et une restauration de Terroir.
- 1960 : premiers établissements en Espagne (L'Hostal de la Gavina) et en Belgique (Le Moulin Hideux).
- 1961 : édition du premier guide en couleur.
- 1971 : nouveau président des "Relais de Campagne", Joseph Olivereau (ex administrateur).
- 1972 : création des Relais Gourmands au sein des Relais de Campagne (Pierre Troisgros).

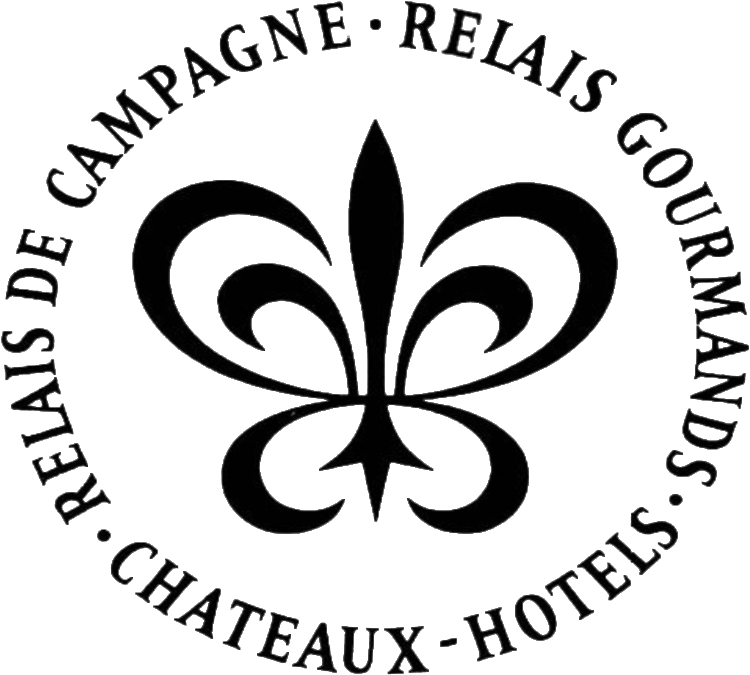
Nouvelle identité visuelle en 1975, créée par Rémy Peignot

- Nouvelle identité visuelle en 1975, créée par Rémy Peignot1975 : fusion des « Relais de campagne » et des « Relais gourmands » avec les « Châteaux-hôtels » pour former la chaîne des « Relais & Châteaux ».
- 1975 : Relais & Châteaux aux États-Unis, Canada et Japon.
- 1984 : création du  logo actuel, inspiré du mélange entre une fleur de lys et d'un papillon évoquant la liberté, le mouvement, les escapades et la découverte.
- 1986 : Régis Bulot succède à Joseph Olivereau à la présidence.
- 1988 : création de la délégation japonaise.
- 1989 : lancement des chèques invitations Relais & Châteaux.
- 1991 : ouverture Stanhope Hotel by Thon Hotels
- 1995 (18 août) : Immatriculation au Registre du commerce et des sociétés (France) (RCS)[2]
- 1995 : lancement du site Internet et de la centrale de réservation.
- 2004 : premier Relais & Châteaux en Chine : Chaptel Hangzhou.
- 2005 : nouveau président, Jaume Tàpies.
- 2008 : première campagne de communication mondiale.
- 2011 : Villa Crespi. Orta San Giulio, Novara, Italie.
- 2013 : nouveau président, Philippe Gombert[3]
- 2014 : le 18 novembre - présentation du Manifeste Relais & Châteaux à l’UNESCO

## Affaire Relais et châteaux
L’association Relais & Châteaux s’est constituée partie civile sur l’affaire engagée en 2008 par la Procureur de la République de Strasbourg concernant des surfacturations effectuées entre 1997 et 2008 sur les prestations de fourniture de papier et d’impression du Guide annuel des Relais & Châteaux.
Le 7 juillet 2015, le Tribunal correctionnel de Strasbourg a reconnu l’ancien président Régis Bulot (de 1987 à 2005), ainsi que six autres personnes impliquées, coupables d’abus de confiance et d’escroqueries en bande organisée et a prononcé à leur encontre des peines d’emprisonnement et d’amende. Le Tribunal a par ailleurs accordé à l’Association Relais & Châteaux la réparation des préjudices subis en condamnant Régis Bulot, solidairement avec les différents intermédiaires et fournisseurs, à payer à Relais & Châteaux une somme de plus de 2 millions d’euros.

## Manifeste pour la préservation des cuisines et cultures d'accueil du monde
Fin 2014, Relais & Châteaux présente son Manifeste à l'Unesco. Par cet acte, l’association présente vingt engagements, regroupés dans 3 domaines qui sont liés au développement durable et au respect des traditions culturelles : préservation des accueils et cuisines du monde, partage de la passion du beau et du bon, action pour un monde plus humain. Dans un entretien tenu en juillet 2015, Olivier Roellinger, vice-président, précisait que le patrimoine de l'humanité se caractérise effectivement de la diversité des cuisines sur la planète, l'une des principales disciplines de son association.